# Evangelische Kirche (Rabenscheid)

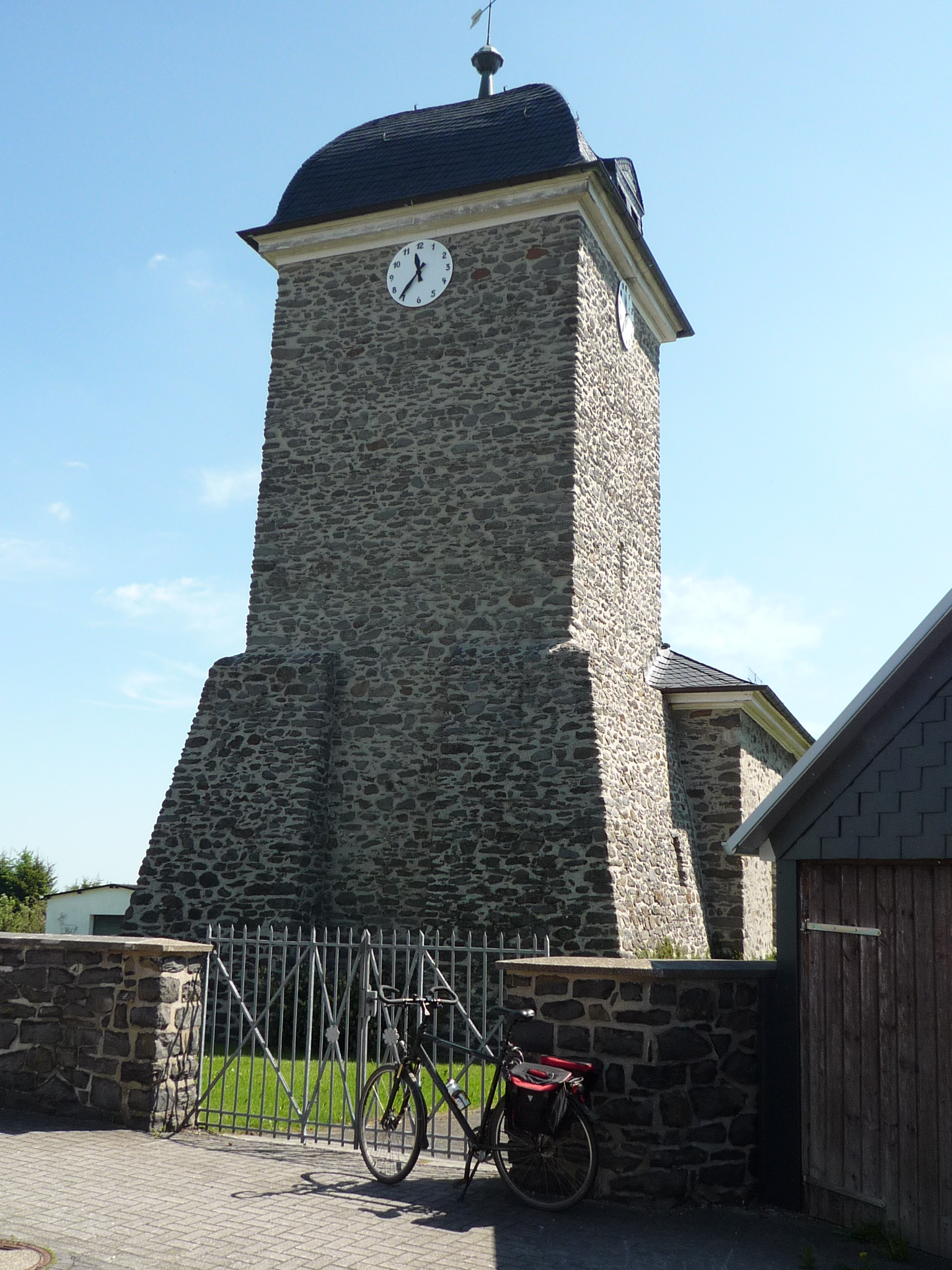
Evangelische Kirche (Rabenscheid)

Die evangelische Kirche Rabenscheid ist ein denkmalgeschütztes Kirchengebäude, das am nördlichen Ortsrand von Rabenscheid steht, einem Ortsteil der Großgemeinde Breitscheid  im Lahn-Dill-Kreis (Hessen). Die Kirchengemeinde Rabenscheid bildet zusammen mit den Kirchengemeinden Liebenscheid und Neukirch eine Pfarrei. Sie gehören zum Dekanat Westerwald in der Propstei Nord-Nassau der Evangelischen Kirche in Hessen und Nassau.

## Beschreibung
Die Saalkirche aus Bruchsteinen besteht aus dem mittelalterlichen Kirchturm, dessen Westecken durch Strebepfeiler gestützt werden, dem 1767 errichteten Kirchenschiff, das sich nach Osten anschließt, und dem dreiseitig abgeschlossenen Chor. Die glockenförmige Haube des Turms ersetzte 1792 einen spitzen Helm. Das flache Satteldach des Kirchenschiffs reicht bis zum dreiseitigen Abschluss, wo es sich als Teil eines Zeltdaches fortsetzt. Im Westen des Innenraums steht eine Empore auf zwei dorischen Säulen. Die Kirchenbänke wurden um 1800 aufgestellt. Die Kanzel stammt aus dem 18. Jahrhundert. 